# Saint-Germain-des-Prés, Dordogne
Saint-Germain-des-Prés är en kommun i departementet Dordogne i regionen Nouvelle-Aquitaine i sydvästra Frankrike. Kommunen ligger i kantonen Excideuil som tillhör arrondissementet Périgueux. År 2022 hade Saint-Germain-des-Prés 482 invånare.

## Befolkningsutveckling
Antalet invånare i kommunen Saint-Germain-des-Prés
Referens:INSEE